# Caodeng
Caodeng (kinesiska: 草登乡, 草登) är en socken i Kina. Den ligger i provinsen Sichuan, i den sydvästra delen av landet, omkring 270 kilometer nordväst om provinshuvudstaden Chengdu. Antalet invånare är 2 953. Befolkningen består av 1 335 kvinnor och 1 618 män. Barn under 15 år utgör 19,0 %, vuxna 15-64 år 69 %, och äldre över 65 år 11,0 %.
Genomsnittlig årsnederbörd är 983 millimeter. Den regnigaste månaden är juni, med i genomsnitt 200 mm nederbörd, och den torraste är december, med 3 mm nederbörd.